# Kvadrat
 For alternative betydninger, se Kvadrat (flertydig). (Se også artikler, som begynder med Kvadrat)
Et kvadrat er en plan firkant, hvori alle sider er lige lange, og alle fire vinkler er rette (90°). Et kvadrats størrelse angives med sidelængden s. Da kvadratets areal er lig med s², bruges ordet "kvadrat" også indenfor matematikken om et tal opløftet til 2. potens; således omtales størrelsen s² som "kvadratet på s".